# Henri Thébault
Pour les articles homonymes, voir Thébault.
Henri Thébault, né le 10 mars 1921 à Mauron (Morbihan) et mort le 17 janvier 1986 à Saint-Michel (Charente), est un homme politique français.

## Biographie
Fils d'artisan breton, Thébault reçoit une éducation catholique traditionnelle et songe à rentrer au séminaire dans sa jeunesse.
Mais il choisit l'enseignement et commence sa carrière d'instituteur dans son Morbihan natal.
En 1941, pendant la Seconde Guerre mondiale, sur les conseils d'un ami, il s'installe en Charente et travaille comme surveillant puis professeur à l'école Saint-Joseph d'Angoulême.
Membre du Mouvement républicain populaire (MRP) après la fin de la guerre, il est candidat aux élections du premier canton d'Angoulême en 1945 et perd contre le candidat communiste.
En 1947, il quitte le MRP pour le mouvement du général de Gaulle, le RPF. 
Fort du soutien gaulliste et de celui du clergé, il est de nouveau candidat et remporte les élections cantonales de 1949, et siège désormais au conseil général de la Charente.
Il est maire de la ville d'Angoulême de 1955 à 1958, député de 1955 à 1958 puis maire de nouveau de 1959 à 1970.
Il quitte la Charente et continue sa carrière politique en Bretagne. Il est maire de Mauron de 1971 à 1982, ainsi que conseiller général du Morbihan.
De retour à Angoulême, il y meurt le 17 janvier 1986.